# チョン・ダウン (格闘家)
チョン・ダウン（Jung Da Un、1993年12月7日 - ）は、大韓民国の男性総合格闘家。忠清南道牙山市出身。コリアン・トップチーム所属。元HEATライトヘビー級王者。

## 来歴
幼少期はボクシングを経験する。

### 総合格闘技
2015年、プロ総合格闘技デビュー。2018年にHEATライトヘビー級王座を獲得し、13戦11勝の戦績を残した。

### UFC
2019年8月31日、UFC初参戦となったUFC Fight Night: Andrade vs. Zhangでカディ・イブラギモフと対戦し、ギロチンチョークで3R一本勝ち。
2020年10月24日、UFC 254でサム・アルビーと対戦し、1-1の判定ドロー。なお、海外のMMAメディアサイトの採点では21人中17人の記者がアルビーの勝利を支持した。
2022年7月16日、UFC on ABC: Ortega vs. Rodríguezでライトヘビー級ランキング15位のダスティン・ジャコビーと対戦し、右ストレートで1RKO負け。

## 戦績
| 総合格闘技 戦績 | 総合格闘技 戦績 | 総合格闘技 戦績 | 総合格闘技 戦績 | 総合格闘技 戦績 | 総合格闘技 戦績 | 総合格闘技 戦績 |
| --------------- | --------------- | --------------- | --------------- | --------------- | --------------- | --------------- |
| 22 試合         | (T)KO           | 一本            | 判定            | その他          | 引き分け        | 無効試合        |
| 15 勝           | 11              | 2               | 2               | 0               | 1               | 0               |
| 6 敗            | 1               | 2               | 3               | 0               | 1               | 0               |

| 勝敗 | 対戦相手                   | 試合結果                          | 大会名                                       | 開催年月日     |
| ×    | ウマル・シー               | 5分3R終了 判定0-3                 | UFC Fight Night: Moicano vs. Saint Denis     | 2024年9月28日  |
| ×    | カーロス・アルバーグ       | 3R 4:49 リアネイキドチョーク      | UFC 293: Adesanya vs. Strickland             | 2023年9月10日  |
| ×    | デビン・クラーク           | 5分3R終了 判定0-3                 | UFC Fight Night: Lewis vs. Spivak            | 2023年2月4日   |
| ×    | ダスティン・ジャコビー     | 1R 3:13 KO（右ストレート）        | UFC on ABC 3: Ortega vs. Rodríguez           | 2022年7月16日  |
| ○    | ケネディ・エンジーチュクー | 1R 3:04 KO（肘打ち）              | UFC Fight Night: Holloway vs. Rodríguez      | 2021年11月13日 |
| ○    | ウィリアム・ナイト         | 5分3R終了 判定3-0                 | UFC on ABC 2: Vettori vs. Holland            | 2021年4月10日  |
| △    | サム・アルビー             | 5分3R終了 判定1-1                 | UFC 254: Khabib vs. Gaethje                  | 2020年10月24日 |
| ○    | マイク・ロドリゲス         | 1R 1:04 KO（右ストレート）        | UFC Fight Night: Edgar vs. The Korean Zombie | 2019年12月21日 |
| ○    | カディ・イブラギモフ       | 3R 2:00 ギロチンチョーク          | UFC Fight Night: Andrade vs. Zhang           | 2019年8月31日  |
| ○    | サシャ・ミリンコヴィッチ   | 3R 0:58 TKO（グラウンドの肘打ち） | HEAT 44                                      | 2019年3月2日   |
| ○    | アブタリブ・ハリロフ       | 2R 3:10 TKO（肘打ち連打）         | Way of The Dragon Championships 3            | 2019年1月12日  |
| ○    | 中島祐斗                   | 2R 1:33 TKO（パンチ連打）         | HEAT 43 【HEATライトヘビー級タイトルマッチ】 | 2018年9月17日  |
| ○    | ピーターソン・アルメイダ   | 2R 3:55 TKO（肘打ち連打）         | HEAT 42                                      | 2018年5月27日  |
| ○    | ハルク                     | 1R 2:20 KO（パンチ連打）          | HEAT 41                                      | 2017年12月23日 |
| ○    | 酒井リョウ                 | 5分3R終了 判定3-0                 | TFC 15                                       | 2017年7月22日  |
| ○    | リー・ヒョンス             | 1R 1:54 TKO（パンチ連打）         | TFC Dream 2                                  | 2017年1月21日  |
| ○    | 井上俊介                   | 2R 3:26 TKO（パンチ連打）         | HEAT 38                                      | 2016年9月25日  |
| ○    | コン・ハンドン             | 1R 7:30 肩固め                    | Art of War 18                                | 2016年7月30日  |
| ○    | ルーカス・タニ             | 3R 2:24 TKO（パンチ連打）         | HEAT 37                                      | 2016年3月6日   |
| ×    | ロッキー・マルティネス     | 1R 4:30 キムラロック              | Top FC 9                                     | 2015年10月24日 |
| ×    | イム・ジュンス             | 5分3R終了 判定0-2                 | Top FC 8                                     | 2015年8月15日  |
| ○    | リー・ヒョンチョル         | 1R 1:45 TKO（パンチ連打）         | Top FC 7                                     | 2015年5月29日  |

## 獲得タイトル
- 第2代HEATライトヘビー級王座（2018年）